# Liste der Ehrenbürger von Lauterbach (Schwarzwald)
Die Liste der Ehrenbürger von Lauterbach zählt die sieben Personen auf, die seit 1891 die höchste Auszeichnung der Gemeinde Lauterbach erhalten haben und zu Ehrenbürgern ernannt wurden. Dies sind sechs Männer und eine Frau, nur eine dieser Personen ist gebürtiger Lauterbacher.

## Ehrenbürger von Lauterbach

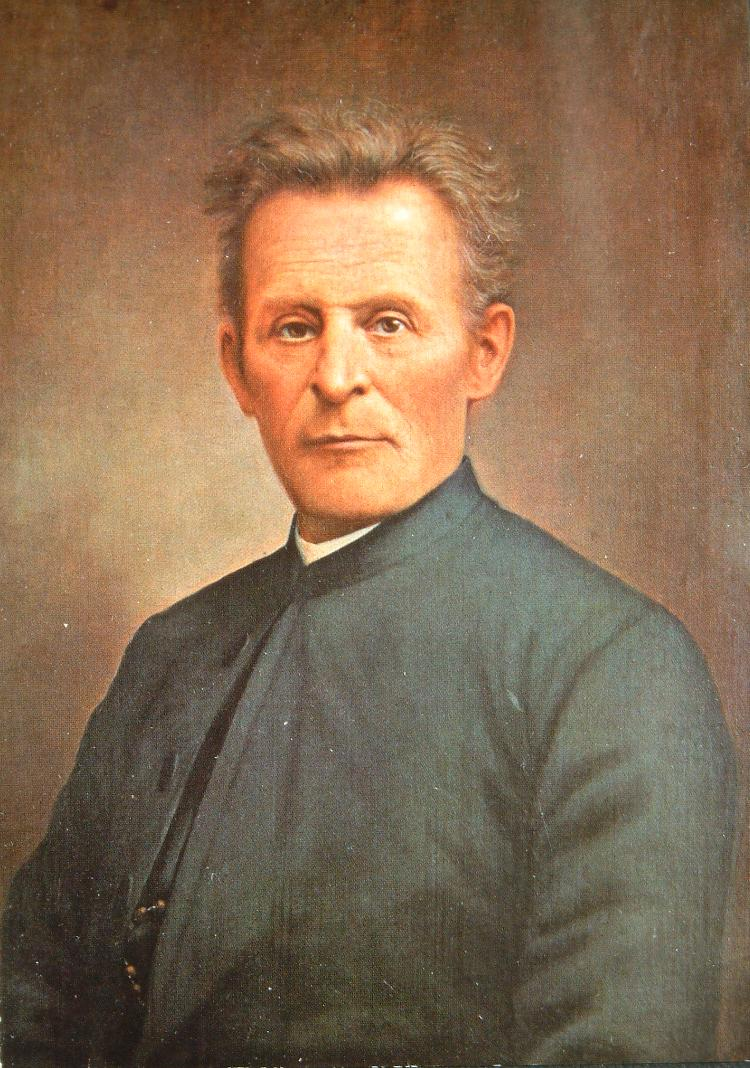
Ludwig Stemmer

1. Ludwig Stemmer (1828–1908), Arzt und Priester
verliehen am 25. August 1891
Begründung: Anerkennung seiner großen Verdienste um den Fremdenverkehr in Lauterbach
2. Laurentius Sieger (1849–1905), Pfarrer in Lauterbach
verliehen 1900 (Datum nicht bekannt)
Begründung: Anerkennung seines seelsorgerlichen und sozialen Engagements (u. a. Neubau der katholischen Kirche St. Michael (1894), Verbesserung der Trinkwasserversorgung, Gründung einer Schwesternstation mit Nähstube, des Kindergartens, eines Arbeitervereins und eines Lesevereins)
3. Albert Kurfeß (1864–1937), Oberlehrer
Gemeinderatsbeschluss am 27. April 1924 (Termin der Verleihung nicht vermerkt)
Begründung: Langjährige erfolgreiche Tätigkeit als Lehrer an der Volksschule
4. Albert Gold (1903–1977), Pfarrer in Lauterbach (1934–1965), Dekan des Dekanats Oberndorf (seit 1953)
verliehen am 26. Mai 1965
Begründung: Anerkennung seiner großen Verdienste um die katholische Kirchengemeinde und die bürgerliche Gemeinde

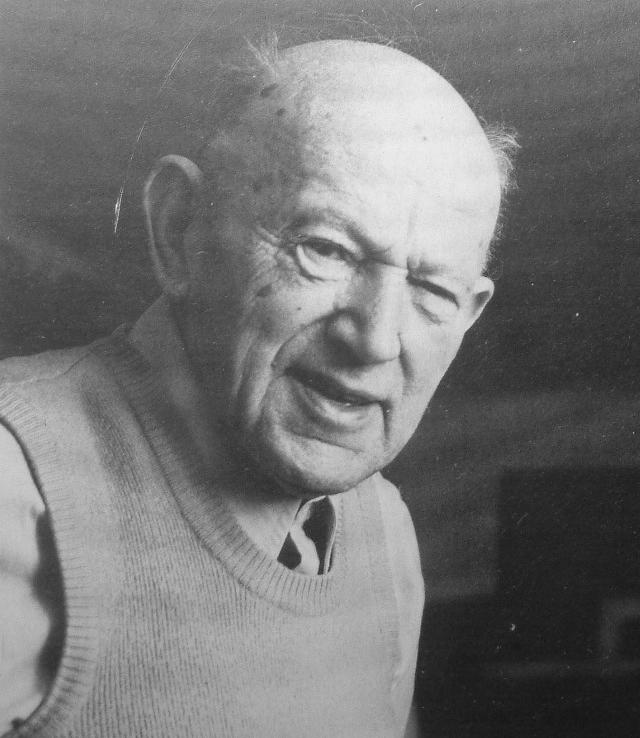
Wilhelm Kimmich

5. Wilhelm KimmichWilhelm Kimmich (1897–1986), Kunstmaler (der einzige gebürtige Lauterbacher unter den Ehrenbürgern)
verliehen am 22. Mai 1977
Begründung: Anerkennung seiner Leistung als Schwarzwaldmaler, als welcher er die Gemeinde Lauterbach weithin bekannt gemacht hat.
6. Ferdinand Heine (1896–1988), Unternehmer in Stuttgart-Bad Cannstatt, Großneffe von Jakob von Heine
verliehen am 26. Februar 1982
Begründung: Würdigung seiner Verdienste um die Jugenderziehung durch die Übernahme der Kindergärten auf die Geschwister-Heine-Stiftung.
7. Elisabeth Heine (1896–1991), Schwester Ferdinands, Großnichte von Jakob Heine
verliehen am 26. Februar 1982
Begründung: Würdigung ihrer Verdienste um die Jugenderziehung durch die Übernahme der Kindergärten auf die Geschwister-Heine-Stiftung.